# زوران زكيتش
زوران زكيتش (بالكرواتية: Zoran Zekić)‏ هو مدرب كرة قدم ولاعب كرة قدم كرواتي في مركز الهجوم، ولد في 29 أبريل 1974 في أوسييك في كرواتيا. لعب مع إنتر زابرشيتش ودينامو زغرب ومكابي حيفا ونادي أوسييك ونادي إسترا 1961 ونادي رييكا ونادي ساراييفو ونادي سيغيستا.

## وصلات خارجية
- زوران زكيتش على موقع قاعدة بيانات كرة القدم.إي يو (الإنجليزية)
- زوران زكيتش على موقع Soccerway.com (الإنجليزية)
- زوران زكيتش على موقع عالم كرة القدم.نت (الإنجليزية)